# 英雄伝説 界の軌跡 -Farewell, O Zemuria-
『英雄伝説 界の軌跡 -Farewell, O Zemuria-』(えいゆうでんせつ かいのきせき フェアウェル オー ゼムリア、The Legend of Heroes Kai No Kiseki)は、日本ファルコムより2024年9月26日発売のゲームソフト。対応プラットフォームはPlayStation 5・PlayStation 4。

## 概要
「英雄伝説シリーズ」第10作、同シリーズ第3期「軌跡シリーズ」第5作となる作品で、「軌跡シリーズ」の20周年記念タイトル。
2022年に発売された『英雄伝説 黎の軌跡II -CRIMSON SIN-』のその後の物語が描かれ、『黎の軌跡』を中心に過去の「軌跡シリーズ」のキャラクターが再登場する。
戦闘システムは『黎の軌跡』のシステムをベースとして「覚醒」「B.L.T.Z.システム」などの新要素が追加されている。

## ゲームシステム
覚醒

B.L.T.Z.システム

## 登場キャラクター

### メインキャラクター
本作は3人の主人公の目線でストーリーが進行する。

#### ヴァンルート（アークライド解決事務所）
ヴァン・アークライド
声 - 小野大輔
表社会と裏社会の狭間で迷う者たちを助ける《裏解決屋》（スプリガン）を生業としている青年。本作の主人公の一人。
天涯孤独の身であるためか、ドライで現実的な性格に思われるが自分なりの流儀で判断するタイプ。(ただし好物のスイーツで判断がブレる危険性あり)
魔王の依代として生まれながらに《魔核》を宿していたが、自身と分離した魔王との直接対決の末、《魔核》を世界の狭間に封じ込めることに成功した。
アニエス・クローデル
声 - 伊藤美来
清楚可憐な雰囲気の中に強い意志をのぞかせる、名門校《アラミス高等学校》の2年生。
曾祖父の遺産である導力器《ゲネシス》の捜索をヴァンに依頼したことがきっかけで、《アークライド解決事務所》のバイトとして働くようになった。
共和国各地に散らばっていた８つのゲネシスを集めるという当初の目的は達成したが、ほのかに想いを寄せるヴァンのもとで現在も事務所のバイトを続けている。
フェリ・アルファイド
声 - 小倉唯
誇りと伝統を重んじる高位猟兵団《クルガ戦士団》で幼いころから本格的な戦闘訓練を積んできた少女猟兵。本名はフェリーダ。
ライバルである猟兵団《アイゼンシルト》にまつわる一連の事件をきっかけにヴァンの解決事務所で働くようになり、中東系寺院の日曜学校にも通うようになった。
1209年初頭に共和国首都で起きた怪事件では“侵触”によりヴァンたちと敵対するよう仕向けられてしまうも、それを乗り越えることに成功。さらに、クルガで成人とされる14歳になり、一層成長している。
アーロン・ウェイ
声 - 内田雄馬
共和国の東方人街で浮名を流す遊び人であり、血気盛んな青年たちのリーダー。
三大拳法のひとつ《月華流》の剣術と拳法を修めているほか、東方歌劇で“女形”の剣舞を演じるなどその破天荒ながら周りを惹きつけて止まない存在感から《麒麟児》《羅州の小覇王》とも称される。
かつて東方人街を支配した魔人《大君》の生まれ変わりとして魂を支配されそうになるも己を取り戻すことに成功。
彼を利用しようとしたシンジケート《黒月》（ヘイユエ）と自分自身を見直すため、裏解決屋に身を寄せている。
リゼット・トワイニング
声 - 石川由依
落ち着いた物腰とクールなルックスが目を引く《マルドゥック総合警備保障》のSC（サービスコンシェルジュ）。
楚々とした外見とは裏腹に、常識外の戦闘能力を秘めており、手合わせでは猟兵のフェリや天才的なアーロン相手でも対等以上に立ち回ることができてしまうほど。
ゲネシスにまつわる一連の事件をきっかけにアークライド解決事務所に出向。SCのスキルを活かし、所員のひとりとしてヴァンたち事務所メンバーを幅広くサポートしている。
実は過去に起こったとある事件で肉体の大半を失っており、現在はその身体をマルドゥック社の擬体で補っているという。
カトル・サリシオン
声 - 田村睦心
共和国の学術研究機関《バーゼル理科大学》修士課程にあり、総合技術メーカー《ヴェルヌ社》のプロジェクトにも関わる年若き研究者。
特異な環境で生まれ育ったが、幼少期にラトーヤ・ハミルトン博士に引き取られ、以降彼女を実ののように慕い研究者としての道を進むようになった。
アークライド解決事務所には、共和国で起こったテクノクライシスをきっかけに合流。
技術面で事務所の業務をサポートしつつ、師であるハミルトン博士にならい、「技術を世の役に立てる」ことを体現しようと日々励んでいる。
ジュディス・ランスター
声 - 日笠陽子
持ち前のセンスと弛まぬ努力で培われた演技力で観客を魅了している《導力映画》界のトップ女優。
悪に対して真っ向から立ち向かう強い正義感を持っているがどこか抜けており、思わぬ失敗をしてしまうこともしばしば。
後輩の若手女優ニナとは、互いを刺激し合うライバルとして、また、良き友人としての信頼関係を築いている。
女優として輝かしい日々を送る一方、裏の世界では《怪盗グリムキャッツ》として不正をはたらく企業や政治家を懲らしめるために行動するなど祖母・母から受け継いだ“義賊”としての役割を人知れずこなしている。
ベルガルド・ゼーマン
声 - 大塚明夫
かつて七耀教会で巡回神父を務めていた、筋骨たくましい老人。
東方三大拳法《流》の達人として大陸各地に数多くの弟子を持ち、ヴァンにとっては大切な師匠であり恩人。
特異な経歴を持つヴァンの身を心配しつつも厳しく指導し、人生の師としてさまざまな面で導いてきた。
共和国で起こった事件の解決後、とある理由で大陸東部に赴いていたが、ふたたびヴァンたちに合流し、力を貸していくことに。

#### ケビンルート（ピクニック隊）
ケビン・グラハム
声 - 興津和幸
七耀教会の巡回神父にして、《千の護り手》の異名を持つ《星杯騎士団》の守護騎士・第五位。本作の主人公の一人。
気さくな人柄で、一見すると軟派な青年だが、実際には確固たる使命感を持ち、任務では冷酷な判断を下すことも。
かつては《外法狩り》を名乗り、教会によって“外法”認定された罪人を秘密裏に処罰していたが、とある事件を通して自身の過去と向き合い、従騎士リースとともに“何かを護る”ために力を使う道を選んだ。
本作では教会から何らかの任務を請けているらしく、過去を棄てた男・ルーファスとの接触を図っているようだが……。
ルーファス・アルバレア
声 - 平川大輔
元・クロスベル初代総督にしてエレボニア帝国の大貴族アルバレア公爵家出身の男性。
世界大戦の後、戦犯として収監されていたが２年半前の《クロスベル再事変》でルーファスの名をる偽物が現れたため、仮面の騎士《Ｃ》として活動。
スウィンやナーディア、ラピスとの出会いをきっかけに自身の生きかたを見つめなおす機会を得た。
事変後、過去を棄てたルーファスはかつての敵国である共和国の CID にマークされながらも、ラピスたちとともにゼムリアの行く末を見据えて水面下で活動を続けていた。
ラピス・ローゼンベルク
声 - 和氣あず未
機械知性《エリュシオン》の管理用疑似人格（AI）がローゼンベルク製の導力人形に宿った存在。
食い意地が張っていたり、ネーミングの可愛らしさにこだわるなど人間のような感受性を持っているが、一方で管理用 AI として圧倒的な演算能力も持つ。
共和国で起こった猟奇事件では、AI を別人格に書き換えられ利用されてしまうもアークライド解決事務所や遊撃士協会、スウィンたちの活躍により本来の人格を取り戻すことに成功。
その後、ルーファスとともにオレド自治州へ向かいマイスター・ヨルグの職人芸とマルドゥック社の技術による新型ボディに AI を移すこととなった。
スウィン・アーベル
声 - 梶原岳人
暗殺組織《庭園》（ガーデン）から脱走した元暗殺者の少年で、合体&マーキング機構が組み込まれた特殊な双剣を使いこなす。
一見ドライで合理主義的にみえる振る舞いをするが、決して冷徹な人間ではなく、実際には真っすぐな性格をした常識人。
《庭園》を抜けたあとはナーディアとともに“絶対に人の命を奪わない”という不殺の誓いを立て、旅先で出会ったルーファス、ラピスとともに新たな人生を歩むこととなった。
本作ではルーファスを通してとある任務に就くことになるが、外法狩りとして《庭園》の暗殺者たちを標的にしていたケビン神父が彼の前に姿を現すことになり……。
ナーディア・レイン
声 - 石見舞菜香
スウィンのパートナーとして行動をともにする元暗殺者の少女で、特殊針や暗器が仕込まれたぬいぐるみ「クマ男爵」を武器として使用する。
ぐーたらな生活スタイルやスウィンに甘える姿が目立つが、実際は冷徹な感覚と思考をあわせ持つリアリスト。
パートナーであるスウィンの身を誰よりも案じ、卓越した計算能力による情報分析と他者を疑う役目を引き受けることで人知れず彼を支えている。
元暗殺者としての嗅覚が働くためか、ケビン神父の言動には常に疑いの視線を投げかけている。

#### リィンルート（トールズ士官学院第Ⅱ分校及び士官学院関係者）
リィン・シュバルツァー
声 - 内山昂輝
エレボニア帝国・トールズ士官学院で教官を務める青年。本作の主人公の一人。
かつて帝国を巡る巨大な運命に翻弄されながらも、多くの仲間や協力者とともに乗り越えた。
東方剣術の集大成《八葉一刀流》の奥義皆伝に至っており、現在は《灰の剣聖》を名乗っている。
今作ではかつての敵国、カルバード共和国から“とある理由”でされ、《トールズⅦ組》の仲間たちと合流してかの地に赴くことに。
時を同じくして、長らく会えていなかった老師ユン・カーファイからの便りも受け取るが……。
アルティナ・オライオン
声 - 水瀬いのり
トールズ士官学院・戦略研究室所属──
さらには卒業後に縁のあったエプスタイン財団の帝国支部にも準所属している娘。
戦闘時には、相棒の戦術殻クラウ＝ソラスが変形した次世代兵装《シールドキャリバー》を使用。
特異な生まれの身の上だったが、現在では普通の人間として成長を続けており、元教官にして、現在では同僚ともいえるリィンとともにカルバードの土を踏むことに。
──さらに本作では、財団の要請で“ある案件”の担当・連絡役を受け持つこととなる。
クロウ・アームブラスト
声 - 櫻井孝宏
大陸中北部、自由都市圏のタスレム市で、国際的な揉めごとやトラブルなどの案件を陰ながら交渉・仲介・解決してサポートする自由請負人（フリーコントラクター）の青年。
帝国とクロスベルの異変を乗り越えた後、故郷ジュライでの騒動を仲間の力も借りて解決──
その後、帝国でもジュライでもない、カルバード北東に隣接する自由都市圏に活動の場を移した。
エトワス社の大型バイクを足として使うほか、民間軍事会社《マルドゥック社》とも契約を結び、得物である双刃剣（ダブルセイバー）は折りたたみ可能な新方式のものにアップデートしている。
本作では《Ⅶ組》の仲間にして相棒のリィンと、MK本社があるオレド自治州で落ち合うことに。
フィー・クラウゼル
声 - 金元寿子
《妖精》（シルフィード）の渾名をもつ帝国遊撃士協会のＢ級遊撃士で、現在はカルバード共和国に再出向中。
昨年のマフィア《アルマータ》の一連の騒動ではジン、エレインたちに協力。
共通の知り合いがいるフェリとの縁もあり、裏解決屋事務所とも良い関係を結んできた。
本作では、共和国から非公式にされたリィンたちをフォローするべく現地合流。ヴァンたちとのコネを活かした“ある提案”を持ちかけるが……。

### サブキャラクター
エレイン・オークレール
ルネ・キンケイド
トワ・ハーシェル
ラトーヤ・ハミルトン
ユン・カーファイ
シズナ・レム・ミスルギ
クロガネ
セリス・オルテシア
リオン・バルタザール
《幻想使い》シメオン
《言霊使い》ウルリカ
《洸弾》のイクス
《影喰》のヨルダ
ロイ・グラムハート大統領
カシム・アルファイド
ミラベル・アールトン
エミリア・ハーリング少佐
ニナ・フェンリィ
盟主《グランドマスター》

## プロモーション
英雄伝説 界の軌跡 -Farewell, O Zemuria- Limited Edition
ゲーム収録BGMより一部楽曲を抜粋した「サウンドトラックmini」、メタリックカードコレクション、20周年メモリアルピンズなどを同梱した限定版。